# Liga Campionilor EHF Feminin 2013-2014 - formatul final cu patru echipe
Formatul final cu patru echipe din 2014 al Ligii Campionilor EHF Feminin reprezintă faza finală a Ligii Campionilor EHF Feminin 2013-2014, a 53-a ediție a principalei competiții de handbal feminin organizate de Federația Europeană de Handbal, și a 21-a în sistemul Ligii Campionilor EHF Feminin. Evenimentul a fost primul astfel de format final din istoria turneului și a fost introdus în noiembrie 2013. El a fost găzduit de Sala Sporturilor László Papp din Budapesta, Ungaria, și a avut loc pe 3–4 mai 2014.

## Selectarea gazdei
Comitetul Executiv al Federației Europeane de Handbal (EHF) a deschis procesul de depunere a ofertelor pentru organizarea evenimentului pe 24 iulie 2013. Până la termenul limită de 10 septembrie 2013, EHF a primit patru oferte, din care trei din Ungaria, toate trei nominalizând Sala Sporturilor László Papp din Budapesta ca posibilă arenă gazdă, și una din Slovenia, propunând drept candidată Arena Stožice din Ljubljana.
| Au depus oferte                            | Sală propusă                   | Oraș      | Capacitate |
| ------------------------------------------ | ------------------------------ | --------- | ---------- |
| Hungarofest și Federația Ungară de Handbal | Sala Sporturilor din Budapesta | Budapesta | 9.100      |
| Nexus Communications                       | Sala Sporturilor din Budapesta | Budapesta | 9.100      |
| RK Krim Ljubljana                          | Arena Stožice                  | Ljubljana | 12.500     |
| SportConcept                               | Sala Sporturilor din Budapesta | Budapesta | 9.100      |

În prima etapă de selecție Nexus Communications și SportConcept au fost eliminate, în competiție rămânând doar oferta clubului RK Krim Ljubljana și oferta comună Hungarofest-Federația Ungară de Handbal. După atenta examinare a ofertelor rămase valabile, pe 21 noiembrie 2013, Delegația Financiară a EHF, în numele Comitetului Executiv EHF, a atribuit drepturile de organizare orașului Budapesta.

## Competiția

### Desfășurare
|  | Semifinalele 3 mai 2014 | Semifinalele 3 mai 2014 |    |            | Finala 4 mai 2014          | Finala 4 mai 2014 |  |
|  |                         |                         |    |            |                            |                   |  |
|  |                         |                         |    |            |                            |                   |  |
|  | ŽRK Vardar              | 20                      |    |            |                            |                   |  |
|  | ŽRK Budućnost           | 22                      |    |            |                            |                   |  |
|  |                         |                         |    |            |                            |                   |  |
|  |                         |                         |    |            |                            |                   |  |
|  |                         |                         |    |            | ŽRK Budućnost              | 21                |  |
|  |                         | Győri ETO KC            | 27 |            |                            |                   |  |
|  |                         |                         |    |            |                            |                   |  |
|  |                         |                         |    |            |                            |                   |  |
|  |                         |                         |    |            | Meciul pentru locurile 3-4 |                   |  |
|  |                         |                         |    |            |                            |                   |  |
|  | Győri ETO KC            | 29                      |    | ŽRK Vardar | 34                         |                   |  |
|  | FC Midtjylland          | 26                      |    |            | FC Midtjylland             | 31                |  |

### Semifinalele
| 3 mai 2013 15:00 | Győri Audi ETO KC | 29–26   | FC Midtjylland | Sala Sporturilor László Papp, Budapesta Asistență: 9.000 Arbitri: Florescu, Stoia |
| 3 mai 2013 15:00 | Görbicz 7         | (16–11) | Groot 9        | Sala Sporturilor László Papp, Budapesta Asistență: 9.000 Arbitri: Florescu, Stoia |
| 3 mai 2013 15:00 | 2×                | Cronica | 4× 3×          | Sala Sporturilor László Papp, Budapesta Asistență: 9.000 Arbitri: Florescu, Stoia |

| 3 mai 2013 17:30 | ŽRK Vardar           | 20–22 (Prel.) | ŽRK Budućnost | Sala Sporturilor László Papp, Budapesta Asistență: 9.000 Arbitri: Arntsen, Røen |
| 3 mai 2013 17:30 | Lekić 6              | (6–11)        | Neagu 6       | Sala Sporturilor László Papp, Budapesta Asistență: 9.000 Arbitri: Arntsen, Røen |
| 3 mai 2013 17:30 | 3×                   | Cronica       | 8× 2×         | Sala Sporturilor László Papp, Budapesta Asistență: 9.000 Arbitri: Arntsen, Røen |
| 3 mai 2013 17:30 | FT: 16–16 Prel.: 4–6 |               |               | Sala Sporturilor László Papp, Budapesta Asistență: 9.000 Arbitri: Arntsen, Røen |

### Meciul pentru locurile 3-4
| 4 mai 2013 14:30 | ŽRK Vardar           | 34 - 31 | FC Midtjylland | Sala Sporturilor László Papp, Budapesta Asistență: 10.000 Arbitri: Alpaidze, Berezkina |
| 4 mai 2013 14:30 | Nikolić, Radičević 6 | (14–12) | Groot 11       | Sala Sporturilor László Papp, Budapesta Asistență: 10.000 Arbitri: Alpaidze, Berezkina |
| 4 mai 2013 14:30 | 8× 3×                | Cronica | 1× 2×          | Sala Sporturilor László Papp, Budapesta Asistență: 10.000 Arbitri: Alpaidze, Berezkina |

### Finala
| 4 mai 2013 17:00 | ŽRK Budućnost | 21 - 27 | Győri Audi ETO KC | Sala Sporturilor László Papp, Budapesta Asistență: 10.000 Arbitri: Bonaventura, Bonaventura |
| 4 mai 2013 17:00 | Neagu 7       | (10–15) | Görbicz 7         | Sala Sporturilor László Papp, Budapesta Asistență: 10.000 Arbitri: Bonaventura, Bonaventura |
| 4 mai 2013 17:00 | 5× 3×         | Cronica | 2× 3× 1×          | Sala Sporturilor László Papp, Budapesta Asistență: 10.000 Arbitri: Bonaventura, Bonaventura |